# Lincoln Steffens

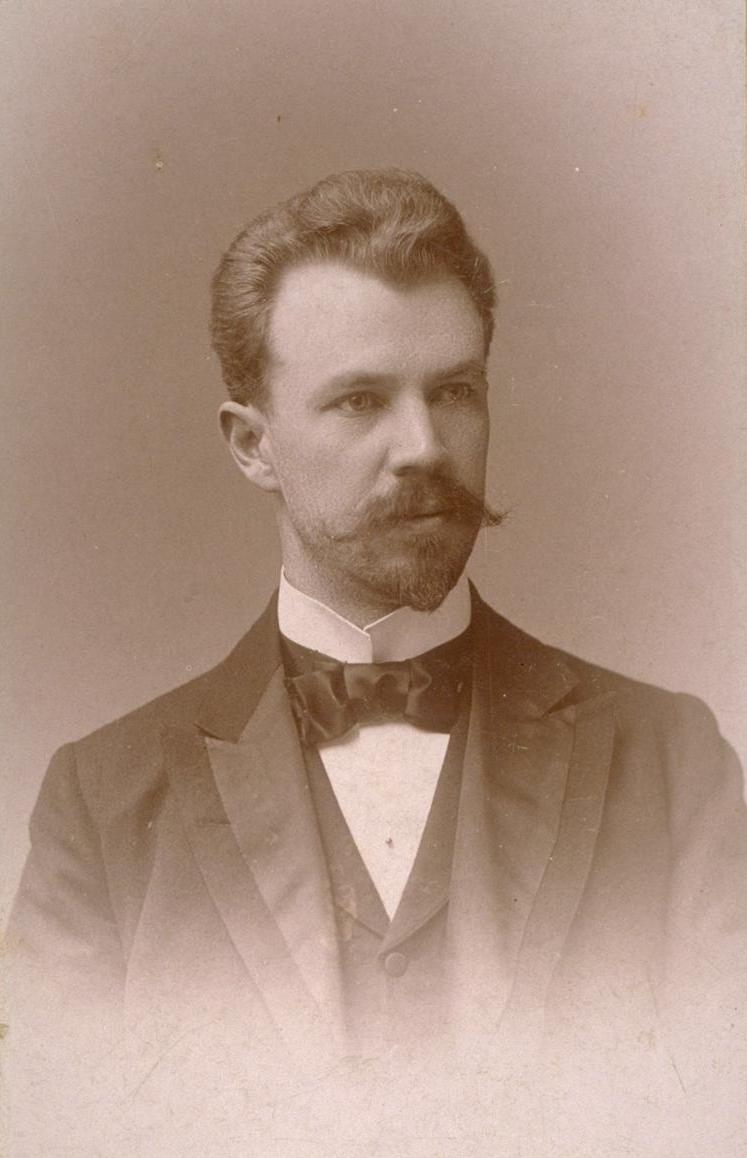
Lincoln Steffens

Joseph Lincoln Steffens (1866–1936) – amerykański dziennikarz. Był jednym z czołowych przedstawicieli tzw. demaskatorów, grupy amerykańskich publicystów i pisarzy, którzy zwracali uwagę opinii publicznej na liczne nieprawidłowości systemu politycznego, społecznego i obyczajowego na przełomie XIX i XX wieku. Demaskował korupcję w aparacie rządowym. Jego działalność przyczyniła się do reformy opieki społecznej i służb komunalnych w amerykańskich miastach. Napisał pracę The Shame of the Cities.
Joseph L. Steffens zaczynał karierę w „New York Evening Post”. W późniejszym okresie został wydawcą „McClure’s Magazine”. Współpracował z innymi dziennikarzami, jak Ida Minerva Tarbell czy Ray Stannard Baker.
W 1919 roku odwiedził bolszewicką Rosję. Po powrocie do USA oświadczył: Widziałem przyszłość i to działa. W 1926 roku w prywatnym liście stwierdził: Jestem rosyjskim patriotą, przyszłość jest właśnie tam; Rosja zwycięży i zbawi świat. Taka jest moja wiara. Ale nie chcę tam mieszkać.